# Гуида, Марко
Марко Гуида (итал. Marco Guida; род. 7 июня 1981, Помпеи, Кампания) — итальянский футбольный судья. Судья ФИФА с 2014 года.

## Карьера
В 2010 году Марко Гуида начал работать на матчах в Серии А итальянского чемпионата. До этого с 2009 года обслуживал матчи серии B. Его первый матч в качестве арбитра серии А состоялся 31 января 2010 года между «Кьево-Роной» и Болоньей.
В 2014 году он был включен в список судей ФИФА. Его первый матч в еврокубках в качестве арбитра пришёлся на 17 июля 2014 года, когда встречались между собой болгарский клуб Ботев Пловдив и австрийский клуб Санкт-Пельтен во втором квалификационном раунде Лиги Европы УЕФА.
4 сентября 2014 года он отработал свой первый международный матч среди сборных между Хорватией и Кипром. Также работал на некоторых матчах в китайской суперлиге в 2018 году.
На летних Олимпийских играх в Токио Марко работал на пяти матчах в качестве видеоассистента.
В апреле 2024 года был отобран одним из главных арбитров в числе 19 судейских бригад для обслуживания матчей Чемпионата Европы по футболу, который проходит в июне-июле 2024 года на футбольных полях Германии.

### Чемпионат Европы 2024
| Стадия         | Дата         | Город    | Стадион            | Команда 1  | Результат | Команда 2 | Предупреждён | Red card | Пенальти |
| -------------- | ------------ | -------- | ------------------ | ---------- | --------- | --------- | ------------ | -------- | -------- |
| Групповой этап | 18 июня 2024 | Лейпциг  | Ред Булл Арена     | Португалия | 2:1 (0:0) | Чехия     | 2 - 1        | 0 - 0    | 0 - 0    |
| Групповой этап | 25 июня 2024 | Дортмунд | Сигнал Идуна Парк, | Франция    | 1:1 (0:0) | Польша    | 1 - 3        | 0 - 0    | -        |